# Ayent
Ayent é uma comuna da Suíça, no Cantão Valais, com cerca de 3.365 habitantes. Estende-se por uma área de 55,02 km², de densidade populacional de 61 hab/km². Confina com as seguintes comunas: Arbaz, Grimisuat, Icogne, Lauenen (BE), Lenk im Simmental (BE), Saint-Léonard, Savièse, Sion.
A língua oficial nesta comuna é o Francês.